# 喬治·坎貝爾·斯科特
喬治·坎貝爾·史考特（英語：George Campbell Scott，1927年10月18日—1999年9月22日），是一位美國的舞台劇和電影演員，導演和製片人。他最出名的是舞台作品以及電影《奇愛博士》、《巴頓將軍》、《奪魄冤魂》。他曾经獲得奧斯卡最佳男主角獎。

## 演出
- 1959年：《桃色血案》
  - 提名奧斯卡最佳男配角獎
- 1961年：《江湖浪子》
  - 提名奧斯卡最佳男配角獎
  - 提名金球獎最佳電影男配角
- 1970年：《巴頓將軍》
  - 奧斯卡最佳男主角獎 (拒絕領獎)
  - 金球獎最佳戲劇類電影男主角
  - 提名英國電影學院獎最佳男主角
- 1971年：《醫生故事》
  - 提名奧斯卡最佳男主角獎
  - 提名金球獎最佳戲劇類電影男主角
  - 提名英國電影學院獎最佳男主角
- 1978年：《電影電影》
  - 提名金球獎最佳音樂及喜劇類電影男主角
- 1980年：《奪魄冤魂》
  - 金尼獎最佳外國演員獎